# Neutron Dance
Neutron Dance ist ein Lied der Pointer Sisters aus dem Jahr 1983, das von Allee Willis und Danny Sembello geschrieben wurde. Es erschien auf dem Album Break Out und ist Bestandteil des Soundtracks zum Film Beverly Hills Cop – Ich lös’ den Fall auf jeden Fall.

## Geschichte
Veröffentlicht wurde es als Single im November 1984, in den Billboard Hot 100 war es das siebte und damit auch das bisher letzte Lied der Pointer Sisters, das die Top Ten erreichte.
Neutron Dance erschien vor dem Hintergrund der letzten Phase des Kalten Krieges in den 1980er Jahren, der sich auch im Lied widerspiegelt: Die Regierung der damaligen Sowjetunion versteht eine Botschaft der Vereinigten Staaten falsch und entfacht daher einen Atomkrieg.
In der Episode Nie mehr Pfadfinder von Family Guy tanzt ein Vorfahre Peter Griffins einen Tanz, der nach dem Lied benannt ist. Ebenfalls war es auch in der Episode Mein Vater Bob Hope aus Golden Girls zu hören.

## Musikvideo
Im Musikvideo stellen die Pointer Sisters drei Mitarbeiterinnen eines Kinos dar. Am Anfang des Videos bespricht der Chef des Kinos mit den Sisters einige Regeln des Kinos, danach treten mehrere Besucher in das Kino ein, um den Film Beverly Hills Cop – Ich lös den Fall auf jeden Fall anzuschauen, von dem man danach einige Szenen sieht. Später gehen die Pointer Sisters tanzend in den Vorführraum, in dem der Film gezeigt wird und animieren vor der Leinwand die Zuschauer.

## Rezeption

### Chartplatzierungen
| ChartsChartplatzierungen       | Höchstplatzierung | Wochen |
| ------------------------------ | ----------------- | ------ |
| Deutschland (GfK)              | 18 (11 Wo.)       | 11     |
| Österreich (Ö3)                | 19 (6 Wo.)        | 6      |
| Schweiz (IFPI)                 | 14 (8 Wo.)        | 8      |
| Vereinigte Staaten (Billboard) | 6 (23 Wo.)        | 23     |
| Vereinigtes Königreich (OCC)   | 31 (7 Wo.)        | 7      |

| ChartsJahrescharts (1985)      | Platzierung |
| ------------------------------ | ----------- |
| Vereinigte Staaten (Billboard) | 38          |

### Auszeichnungen für Musikverkäufe
| Land/Region | Auszeichnungen für Musikverkäufe (Land/Region, Auszeichnung, Verkäufe) | Verkäufe |
| ----------- | ---------------------------------------------------------------------- | -------- |
| Kanada (MC) | Gold                                                                   | 50.000   |
| Insgesamt   | 1× Gold ·                                                              | 50.000   |

## Coverversionen
- 1992: Donna Summer
- 2005: Gloria Estefan
- 2018: Krystal Klear